# Campionati del mondo di ciclismo su pista 1966
I Campionati del mondo di ciclismo su pista 1966 si svolsero dal 22 agosto al 4 settembre 1966 a Francoforte sul Meno, in Germania Ovest.

## Medagliere
| Posiz. | Nazione          | Oro | Argento | Bronzo | Totale |
| ------ | ---------------- | --- | ------- | ------ | ------ |
| 1      | Francia          | 3   | 1       | 1      | 5      |
| 2      | Italia           | 3   | 0       | 3      | 6      |
| 3      | Paesi Bassi      | 2   | 1       | 1      | 4      |
| 4      | Belgio           | 1   | 3       | 1      | 5      |
| 5      | Unione Sovietica | 1   | 1       | 2      | 4      |
| 6      | Regno Unito      | 1   | 0       | 0      | 1      |
| 7      | Germania Ovest   | 0   | 3       | 1      | 4      |
| 8      | Australia        | 0   | 1       | 0      | 1      |
| 8      | Cecoslovacchia   | 0   | 1       | 0      | 1      |
| 10     | Germania Est     | 0   | 0       | 2      | 2      |
|        | Totale           | 11  | 11      | 11     | 33     |